# 藤原純乗
藤原 純乗（ふじわら の すみのり）は、平安時代中期の貴族・海賊。藤原北家、大宰少弐・藤原良範の四男、藤原純友の弟。官位は右衛門佐。

## 経歴
幼くして、父を失い兄と共に地方貴族として、下向した。
天慶2年（939年）に兄の藤原純友の乱に参加し、主戦力の一つとなる。
太宰府を急襲し、筑後国柳川にいた朝廷側の大宰権帥の橘公頼と対陣。この時、藤原純乗は蒲池城を築いたと地元の柳川では伝えられているが、蒲池城を築いたのは公頼であり、藤原純乗の軍を迎え撃った公頼の子孫である筑後の筑後橘氏が蒲池城に拠り、蒲池の領主になる。
純乗のその後の消息は不詳である。